# Hipismo nos Jogos Olímpicos de Verão de 2004 - Saltos individual
A competição de saltos individual do hipismo nos Jogos Olímpicos de Verão de 2004 de 22 a 27 de agosto de 2004 no Centro Equestre Olímpico nos arredores de Markopoulo, na região da Ática, na Grécia. Como todas as outras provas equestres, a competição de salto era mista, com atletas masculinos e femininos competindo na mesma divisão. Havia 77 competidores de 27 nações. Cada nação poderia enviar até quatro ginetes.

## Calendário
Horário local (UTC+2)
| Dia          | Horário | Fase              |
| ------------ | ------- | ----------------- |
| 22 de agosto | 9:00    | Classificatória 1 |
| 24 de agosto | 9:00    | Classificatória 2 |
| 24 de agosto | 20:30   | Classificatória 3 |
| 27 de agosto | 16:00   | Final A           |
| 27 de agosto | 20:30   | Final B           |

## Medalhistas
Cian O'Connor, da Irlanda, inicialmente recebeu a medalha de ouro, mas essa medalha foi retirada dele devido ao doping. Após sua desclassificação, a prova foi conquistada por Rodrigo Pessoa, do Brasil, a primeira medalha do país no salto individual. A prata foi para Chris Kappler, dos Estados Unidos, e o bronze, para Marco Kutscher, da Alemanha.
| Ouro   | BRA Rodrigo Pessoa |
| Prata  | USA Chris Kappler  |
| Bronze | GER Marco Kutscher |

## Formato da competição
A competição utilizou o formato de cinco rodadas introduzido em 1992, com três rodadas na fase de qualificação e duas rodadas na final.
Para a fase classificatória, cada dupla competiu em três rodadas. A pontuação total nas três rodadas contou para o avanço para a final individual; a segunda e terceira rodadas contaram para a pontuação da equipe. A competição individual permitiu que 45 duplas avançassem para a final, embora apenas três duplas por nação fossem permitidas. As pontuações não foram transferidas para a final.
Na final, foram duas rodadas. Todos os finalistas competiram no primeiro, mas apenas as 20 melhores duplas competiram novamente no segundo turno. A pontuação combinada das duas rodadas foi o resultado dessas duplas. Um desempate seria usado se necessário para desempatar nas posições de medalhas; outros laços não seriam quebrados.

## Resultados

### Fase de classificação
Rodada 1
| Pos. | Ginete                         | Nação              | Cavalo              | Pen.           | Pen.           | Pen.       | Pen.  |
| Pos. | Ginete                         | Nação              | Cavalo              | Salto          | Tempo          | Rodada 1+2 | Total |
| ---- | ------------------------------ | ------------------ | ------------------- | -------------- | -------------- | ---------- | ----- |
| 1    | Peter Wylde                    | USA Estados Unidos | Fein Cera           | 0              | 0              | 0          |       |
| 1    | Juan Carlos García             | ITA Itália         | Albin III           | 0              | 0              | 0          |       |
| 1    | Thomas Velin                   | DEN Dinamarca      | Carnute             | 0              | 0              | 0          |       |
| 1    | Malin Baryard                  | SWE Suécia         | Butterfly Flip      | 0              | 0              | 0          |       |
| 1    | Antonis Petris                 | GRE Grécia         | Gredo la Daviere    | 0              | 0              | 0          |       |
| 1    | Peder Fredericson              | SWE Suécia         | Magic Bengtsson     | 0              | 0              | 0          |       |
| 1    | Grant Cashmore                 | NZL Nova Zelândia  | Franklins Flyte     | 0              | 0              | 0          |       |
| 1    | Ludo Philippaerts              | BEL Bélgica        | Parco               | 0              | 0              | 0          |       |
| 1    | Beezie Madden                  | USA Estados Unidos | Authentic           | 0              | 0              | 0          |       |
| 1    | Wim Schröder                   | NED Países Baixos  | Montreal            | 0              | 0              | 0          |       |
| 11   | Otto Becker                    | GER Alemanha       | Dobels Cento        | 0              | 1              | 1          |       |
| 11   | McLain Ward                    | USA Estados Unidos | Sapphire            | 0              | 1              | 1          |       |
| 11   | Bernardo Alves                 | BRA Brasil         | Canturo             | 0              | 1              | 1          |       |
| 11   | Nick Skelton                   | GBR Grã-Bretanha   | Arko III            | 0              | 1              | 1          |       |
| 11   | Ludger Beerbaum                | GER Alemanha       | Goldfever           | 0              | 1              | 1          |       |
| 11   | Cian O'Connor                  | IRL Irlanda        | Waterford Crystal   | 0              | 1              | 1          |       |
| 17   | Kevin Babington                | IRL Irlanda        | Carling King        | 0              | 2              | 2          |       |
| 18   | Yuka Watanabe                  | JPN Japão          | Nike                | 0              | 3              | 3          |       |
| 19   | Christian Ahlmann              | GER Alemanha       | Cöster              | 4              | 0              | 4          |       |
| 19   | Chris Kappler                  | USA Estados Unidos | Royal Kaliber       | 4              | 0              | 4          |       |
| 19   | Jos Lansink                    | BEL Bélgica        | Cumano              | 4              | 0              | 4          |       |
| 19   | Leopold van Asten              | NED Países Baixos  | Fleche Rouge        | 4              | 0              | 4          |       |
| 19   | Rolf-Göran Bengtsson           | SWE Suécia         | Mac Kinley          | 4              | 0              | 4          |       |
| 19   | Robert Smith                   | GBR Grã-Bretanha   | Mr Springfield      | 4              | 0              | 4          |       |
| 19   | Bruno Broucqsault              | FRA França         | Dileme de Cephe     | 4              | 0              | 4          |       |
| 19   | Markus Fuchs                   | SUI Suíça          | Tinka's Boy         | 4              | 0              | 4          |       |
| 19   | Stanny van Paesschen           | BEL Bélgica        | O de Pomme          | 4              | 0              | 4          |       |
| 19   | Florian Angot                  | FRA França         | First de Launay     | 4              | 0              | 4          |       |
| 19   | Jessica Kürten                 | IRL Irlanda        | Castle Forbes Maike | 4              | 0              | 4          |       |
| 19   | Gert-Jan Bruggink              | NED Países Baixos  | Joel                | 4              | 0              | 4          |       |
| 31   | Eric Navet                     | FRA França         | Dollar du Murier    | 4              | 1              | 5          |       |
| 31   | Gerco Schröder                 | NED Países Baixos  | Monaco              | 4              | 1              | 5          |       |
| 31   | Peter Eriksson                 | SWE Suécia         | Cardento            | 4              | 1              | 5          |       |
| 31   | Fabio Crotta                   | SUI Suíça          | Mme Pompadour M     | 4              | 1              | 5          |       |
| 31   | Bruno Chimirri                 | ITA Itália         | Landknecht          | 4              | 1              | 5          |       |
| 31   | Rodrigo Pessoa                 | BRA Brasil         | Baloubet du Rouet   | 4              | 1              | 5          |       |
| 31   | Federico Sztyrle               | ARG Argentina      | Who Knows Lilly     | 4              | 1              | 5          |       |
| 31   | Danae Tsatsou                  | GRE Grécia         | Roble Z             | 4              | 1              | 5          |       |
| 31   | Luciana Diniz                  | BRA Brasil         | Mariachi            | 4              | 1              | 5          |       |
| 31   | Rossen Raitchev                | BUL Bulgária       | Medoc II            | 4              | 1              | 5          |       |
| 31   | Sohn Bong-Gak                  | KOR Coreia do Sul  | Cim Christo         | 4              | 1              | 5          |       |
| 42   | Hwang Soon-Won                 | KOR Coreia do Sul  | C.Chap              | 4              | 2              | 6          |       |
| 42   | Marion Hughes                  | IRL Irlanda        | Fortunus            | 4              | 2              | 6          |       |
| 42   | Eugenie Angot                  | FRA França         | Cigale du Taillis   | 4              | 2              | 6          |       |
| 42   | Woo Jung-Ho                    | KOR Coreia do Sul  | Seven Up            | 4              | 2              | 6          |       |
| 42   | Steve Guerdat                  | SUI Suíça          | Olympic             | 4              | 2              | 6          |       |
| 47   | Gerardo Tazzer                 | MEX México         | Chanel              | 4              | 4              | 8          |       |
| 47   | Álvaro Alfonso de Miranda Neto | BRA Brasil         | Countdown 23        | 8              | 0              | 8          |       |
| 47   | Vincenzo Chimirri              | ITA Itália         | Delfi Platiere      | 8              | 0              | 8          |       |
| 47   | Martín Dopazo                  | ARG Argentina      | Furka du Village    | 8              | 0              | 8          |       |
| 47   | Tadayoshi Hayashi              | JPN Japão          | Swanky              | 8              | 0              | 8          |       |
| 47   | Grzegorz Kubiak                | POL Polônia        | Djane des Fontenis  | 8              | 0              | 8          |       |
| 47   | Marco Kutscher                 | GER Alemanha       | Montender           | 8              | 0              | 8          |       |
| 54   | Federico Fernández             | MEX México         | Behomio 8           | 8              | 1              | 9          |       |
| 54   | Ramzy Al-Duhami                | KSA Arábia Saudita | Fall Khaeer         | 8              | 1              | 9          |       |
| 54   | Lucas Werthein                 | ARG Argentina      | Warren              | 8              | 1              | 9          |       |
| 54   | Christina Liebherr             | SUI Suíça          | No Mercy            | 8              | 1              | 9          |       |
| 58   | Andre Sakakini                 | EGY Egito          | Casper              | 8              | 2              | 10         |       |
| 59   | Ian Millar                     | CAN Canadá         | Promise Me          | 8              | 3              | 11         |       |
| 60   | Kamal Bahamdan                 | KSA Arábia Saudita | Casita              | 12             | 0              | 12         |       |
| 60   | Taizo Sugitani                 | JPN Japão          | Lamalushi           | 12             | 0              | 12         |       |
| 60   | Dirk Demeersman                | BEL Bélgica        | Clinton             | 12             | 0              | 12         |       |
| 63   | Daniel Meech                   | NZL Nova Zelândia  | Diagonal            | 12             | 1              | 13         |       |
| 63   | Ibrahim Bisharat               | JOR Jordânia       | Qwinto              | 12             | 1              | 13         |       |
| 63   | Hannah Mytilinaiou             | GRE Grécia         | Santana             | 12             | 1              | 13         |       |
| 66   | Joo Jung-Hyun                  | KOR Coreia do Sul  | Epsom Gesmeray      | 12             | 2              | 14         |       |
| 66   | Ryuichi Obata                  | JPN Japão          | Oliver Q            | 12             | 2              | 14         |       |
| 68   | Vladimir Tuganov               | RUS Rússia         | Leroy Brown         | 12             | 3              | 15         |       |
| 69   | Marcela Lobo                   | MEX México         | Joskin              | 12             | 4              | 16         |       |
| 69   | Guy Thomas                     | NZL Nova Zelândia  | Madison             | 16             | 0              | 16         |       |
| 71   | Roberto Arioldi                | ITA Itália         | Dime de la Cour     | 16             | 1              | 17         |       |
| 72   | Gustavo Hernández Leyva        | MEX México         | Minotauro           | 16             | 3              | 19         |       |
| 73   | Mark Watring                   | PUR Porto Rico     | Sapphire            | 24             | 1              | 25         |       |
| 74   | Bruce Goodin                   | NZL Nova Zelândia  | Braveheart          | 24             | 4              | 28         |       |
| 75   | Tim Amitrano                   | AUS Austrália      | Mr Innocent         | 36             | 2              | 38         |       |
| 76   | Emmanouela Athanassiades       | GRE Grécia         | Rimini Z            | Eliminado (58) | Eliminado (58) | 58         |       |
| 76   | Gregorio Werthein              | ARG Argentina      | Calwaro El          | Eliminado (58) | Eliminado (58) | 58         |       |

Rodada 2
| Pos. | Ginete                         | Nação              | Cavalo              | Pen.           | Pen.           | Pen.       | Pen.  |
| Pos. | Ginete                         | Nação              | Cavalo              | Salto          | Tempo          | Rodada 1+2 | Total |
| ---- | ------------------------------ | ------------------ | ------------------- | -------------- | -------------- | ---------- | ----- |
| 1    | Beezie Madden                  | USA Estados Unidos | Authentic           | 0              | 0              | 0          | 0     |
| 2    | Juan Carlos García             | ITA Itália         | Albin III           | 0              | 1              | 0          | 1     |
| 2    | Ludger Beerbaum                | GER Alemanha       | Goldfever           | 0              | 0              | 1          | 1     |
| 4    | Kevin Babington                | IRL Irlanda        | Carling King        | 0              | 1              | 2          | 3     |
| 5    | Wim Schröder                   | NED Países Baixos  | Montreal            | 4              | 0              | 0          | 4     |
| 5    | Antonis Petris                 | GRE Grécia         | Gredo la Daviere    | 4              | 0              | 0          | 4     |
| 5    | Ludo Philippaerts              | BEL Bélgica        | Parco               | 4              | 0              | 0          | 4     |
| 5    | Gert-Jan Bruggink              | NED Países Baixos  | Joel                | 0              | 0              | 4          | 4     |
| 5    | Chris Kappler                  | USA Estados Unidos | Royal Kaliber       | 0              | 0              | 4          | 4     |
| 5    | Rolf-Göran Bengtsson           | SWE Suécia         | Mac Kinley          | 0              | 0              | 4          | 4     |
| 5    | Thomas Velin                   | DEN Dinamarca      | Carnute             | 4              | 0              | 0          | 4     |
| 12   | Rodrigo Pessoa                 | BRA Brasil         | Baloubet du Rouet   | 0              | 0              | 5          | 5     |
| 13   | Nick Skelton                   | GBR Grã-Bretanha   | Arko III            | 4              | 1              | 1          | 6     |
| 13   | Yuka Watanabe                  | JPN Japão          | Nike                | 0              | 3              | 3          | 6     |
| 13   | Otto Becker                    | GER Alemanha       | Dobels Cento        | 4              | 1              | 1          | 6     |
| 16   | Florian Angot                  | FRA França         | First de Launay     | 4              | 0              | 4          | 8     |
| 16   | Christian Ahlmann              | GER Alemanha       | Cöster              | 4              | 0              | 4          | 8     |
| 16   | Peder Fredericson              | SWE Suécia         | Magic Bengtsson     | 8              | 0              | 0          | 8     |
| 16   | Leopold van Asten              | NED Países Baixos  | Fleche Rouge        | 4              | 0              | 4          | 8     |
| 16   | Marco Kutscher                 | GER Alemanha       | Montender           | 0              | 0              | 8          | 8     |
| 16   | Malin Baryard-Johnsson         | SWE Suécia         | Butterfly Flip      | 8              | 0              | 0          | 8     |
| 16   | Markus Fuchs                   | SUI Suíça          | Tinka's Boy         | 4              | 0              | 4          | 8     |
| 23   | Peter Eriksson                 | SWE Suécia         | Cardento            | 4              | 0              | 5          | 9     |
| 23   | Bernardo Alves                 | BRA Brasil         | Canturo             | 8              | 0              | 1          | 9     |
| 23   | Christina Liebherr             | SUI Suíça          | No Mercy            | 0              | 0              | 9          | 9     |
| 23   | McLain Ward                    | USA Estados Unidos | Sapphire            | 8              | 0              | 1          | 9     |
| 27   | Eugenie Angot                  | FRA França         | Cigale du Taillis   | 4              | 0              | 6          | 10    |
| 28   | Peter Wylde                    | USA Estados Unidos | Fein Cera           | 12             | 0              | 0          | 12    |
| 28   | Grant Cashmore                 | NZL Nova Zelândia  | Franklins Flyte     | 12             | 0              | 0          | 12    |
| 28   | Dirk Demeersman                | BEL Bélgica        | Clinton             | 0              | 0              | 12         | 12    |
| 28   | Robert Smith                   | GBR Grã-Bretanha   | Mr Springfield      | 8              | 0              | 4          | 12    |
| 28   | Stanny van Paesschen           | BEL Bélgica        | O de Pomme          | 8              | 0              | 4          | 12    |
| 33   | Fabio Crotta                   | SUI Suíça          | Mme Pompadour M     | 8              | 0              | 5          | 13    |
| 33   | Jessica Kürten                 | IRL Irlanda        | Castle Forbes Maike | 8              | 1              | 4          | 13    |
| 33   | Gerco Schröder                 | NED Países Baixos  | Monaco              | 8              | 0              | 5          | 13    |
| 33   | Bruno Chimirri                 | ITA Itália         | Landknecht          | 8              | 0              | 5          | 13    |
| 33   | Cian O'Connor                  | IRL Irlanda        | Waterford Crystal   | 12             | 0              | 1          | 13    |
| 38   | U Jung-ho                      | KOR Coreia do Sul  | Seven Up            | 8              | 0              | 6          | 14    |
| 39   | Hwang Sun-won                  | KOR Coreia do Sul  | C.Chap              | 8              | 1              | 6          | 15    |
| 40   | Martín Dopazo                  | ARG Argentina      | Furka du Village    | 8              | 0              | 8          | 16    |
| 40   | Álvaro Alfonso de Miranda Neto | BRA Brasil         | Countdown 23        | 8              | 0              | 8          | 16    |
| 42   | Rossen Raitchev                | BUL Bulgária       | Medoc II            | 12             | 0              | 5          | 17    |
| 42   | Jos Lansink                    | BEL Bélgica        | Cumano              | 12             | 1              | 4          | 17    |
| 44   | Luciana Diniz                  | BRA Brasil         | Mariachi            | 12             | 1              | 5          | 18    |
| 45   | Daniel Meech                   | NZL Nova Zelândia  | Diagonal            | 4              | 2              | 13         | 19    |
| 46   | Vincenzo Chimirri              | ITA Itália         | Delfi Platiere      | 12             | 0              | 8          | 20    |
| 46   | Grzegorz Kubiak                | POL Polônia        | Djane des Fontenis  | 12             | 0              | 8          | 20    |
| 48   | Federico Fernandez             | MEX México         | Behomio 8           | 12             | 0              | 9          | 21    |
| 48   | Ian Millar                     | CAN Canadá         | Promise Me          | 8              | 2              | 11         | 21    |
| 48   | Eric Navet                     | FRA França         | Dollar du Murier    | 16             | 0              | 5          | 21    |
| 51   | Ibrahim Bisharat               | JOR Jordânia       | Qwinto              | 8              | 1              | 13         | 22    |
| 52   | Vladimir Tuganov               | RUS Rússia         | Leroy Brown         | 8              | 0              | 15         | 23    |
| 53   | Kamal Bahamdan                 | KSA Arábia Saudita | Casita              | 12             | 0              | 12         | 24    |
| 54   | Tadayoshi Hayashi              | JPN Japão          | Swanky              | 16             | 1              | 8          | 25    |
| 55   | Steve Guerdat                  | SUI Suíça          | Olympic             | 20             | 0              | 6          | 26    |
| 55   | Son Bong-gak                   | KOR Coreia do Sul  | Cim Christo         | 16             | 5              | 5          | 26    |
| 55   | Ramzy Al-Duhami                | KSA Arábia Saudita | Fall Khaeer         | 16             | 1              | 9          | 26    |
| 55   | Andre Sakakini                 | EGY Egito          | Casper              | 16             | 0              | 10         | 26    |
| 59   | Roberto Arioldi                | ITA Itália         | Dime de la Cour     | 8              | 2              | 17         | 27    |
| 59   | Ju Jeong-hyeon                 | KOR Coreia do Sul  | Epsom Gesmeray      | 12             | 1              | 14         | 27    |
| 61   | Taizo Sugitani                 | JPN Japão          | Lamalushi           | 16             | 0              | 12         | 28    |
| 62   | Guy Thomas                     | NZL Nova Zelândia  | Madison             | 12             | 1              | 16         | 29    |
| 63   | Hannah Roberson-Mytilinaiou    | GRE Grécia         | Santana             | 24             | 2              | 13         | 39    |
| 64   | Marcela Lobo                   | MEX México         | Joskin              | 20             | 5              | 16         | 41    |
| 65   | Danai Tsatsou                  | GRE Grécia         | Roble Z             | 32             | 7              | 5          | 44    |
| 66   | Gustavo Hernández Leyva        | MEX México         | Minotauro           | 32             | 1              | 19         | 52    |
| 67   | Bruce Goodin                   | NZL Nova Zelândia  | Braveheart          | 28             | 0              | 28         | 56    |
| 68   | Mark Watring                   | PUR Porto Rico     | Sapphire            | 36             | 3              | 25         | 64    |
| 69   | Gregorio Werthein              | ARG Argentina      | Calwaro El          | 12             | 2              | 58         | 72    |
| 70   | Emmanouela Athanasiadi         | GRE Grécia         | Rimini Z            | 8              | 9              | 58         | 75    |
| 71   | Tim Amitrano                   | AUS Austrália      | Mr Innocent         | 44             | 4              | 38         | 86    |
| 72   | Gerardo Tazzer                 | MEX México         | Chanel              | Eliminado (68) | Eliminado (68) | 8          | 76    |
| 72   | Lucas Werthein                 | ARG Argentina      | Warren              | Eliminado (68) | Eliminado (68) | 9          | 77    |
| 72   | Ryuichi Obata                  | JPN Japão          | Oliver Q            | Eliminado (68) | Eliminado (68) | 9          | 77    |
| 75   | Bruno Broucqsault              | FRA França         | Dileme de Cephe     | DNF            | DNF            | 4          | DNF   |
| 75   | Federico Enrique Sztyrle       | ARG Argentina      | Who Knows Lilly     | DNF            | DNF            | 5          | DNF   |
| 75   | Marion Hughes                  | IRL Irlanda        | Fortunus            | DNF            | DNF            | 6          | DNF   |

Rodada 3
| Pos. | Ginete                         | Nação              | Cavalo              | Pen.      | Pen.      | Pen.       | Pen.  | Notas  |
| Pos. | Ginete                         | Nação              | Cavalo              | Salto     | Tempo     | Rodada 1+2 | Total | Notas  |
| ---- | ------------------------------ | ------------------ | ------------------- | --------- | --------- | ---------- | ----- | ------ |
| 1    | Beezie Madden                  | USA Estados Unidos | Authentic           | 0         | 0         | 0          | 0     | Q      |
| 2    | Ludger Beerbaum                | GER Alemanha       | Goldfever           | 0         | 0         | 1          | 1     | Q, DPG |
| 3    | Rolf-Göran Bengtsson           | SWE Suécia         | Mac Kinley          | 0         | 0         | 4          | 4     | Q      |
| 4    | Nick Skelton                   | GBR Grã-Bretanha   | Arko III            | 0         | 0         | 6          | 6     | Q      |
| 5    | Marco Kutscher                 | GER Alemanha       | Montender           | 0         | 0         | 8          | 8     | Q      |
| 5    | Gert-Jan Bruggink              | NED Países Baixos  | Joel                | 4         | 0         | 4          | 8     | Q      |
| 5    | Chris Kappler                  | USA Estados Unidos | Royal Kaliber       | 4         | 0         | 4          | 8     | Q      |
| 5    | Kevin Babington                | IRL Irlanda        | Carling King        | 4         | 1         | 3          | 8     | Q      |
| 9    | Juan Carlos García             | ITA Itália         | Albin III           | 8         | 0         | 1          | 9     | Q      |
| 10   | Thomas Velin                   | DEN Dinamarca      | Carnute             | 4         | 2         | 4          | 10    | Q      |
| 10   | Otto Becker                    | GER Alemanha       | Dobels Cento        | 4         | 0         | 6          | 10    | Q      |
| 12   | Eugenie Angot                  | FRA França         | Cigale du Taillis   | 0         | 1         | 10         | 11    | Q      |
| 13   | Antonis Petris                 | GRE Grécia         | Gredo la Daviere    | 8         | 0         | 4          | 12    | Q      |
| 13   | Wim Schröder                   | NED Países Baixos  | Montreal            | 8         | 0         | 4          | 12    | Q      |
| 13   | Peder Fredericson              | SWE Suécia         | Magic Bengtsson     | 4         | 0         | 8          | 12    | Q      |
| 13   | Malin Baryard-Johnsson         | SWE Suécia         | Butterfly Flip      | 4         | 0         | 8          | 12    | Q      |
| 17   | Jessica Kürten                 | IRL Irlanda        | Castle Forbes Maike | 0         | 0         | 13         | 13    | Q      |
| 18   | Rodrigo Pessoa                 | BRA Brasil         | Baloubet du Rouet   | 8         | 1         | 5          | 14    | Q      |
| 19   | Christian Ahlmann              | GER Alemanha       | Cöster              | 8         | 0         | 8          | 16    | 3/NOC  |
| 19   | Leopold van Asten              | NED Países Baixos  | Fleche Rouge        | 8         | 0         | 8          | 16    | Q      |
| 21   | Florian Angot                  | FRA França         | First de Launay     | 8         | 1         | 8          | 17    | Q      |
| 21   | Christina Liebherr             | SUI Suíça          | No Mercy            | 8         | 0         | 9          | 17    | Q      |
| 21   | McLain Ward                    | USA Estados Unidos | Sapphire            | 8         | 0         | 9          | 17    | Q      |
| 21   | Fabio Crotta                   | SUI Suíça          | Mme Pompadour M     | 4         | 0         | 13         | 17    | Q      |
| 21   | Jos Lansink                    | BEL Bélgica        | Cumano              | 0         | 0         | 17         | 17    | Q      |
| 21   | Gerco Schröder                 | NED Países Baixos  | Monaco              | 4         | 0         | 13         | 17    | 3/NOC  |
| 27   | Bruno Chimirri                 | ITA Itália         | Landknecht          | 4         | 1         | 13         | 18    | Q      |
| 28   | Peter Eriksson                 | SWE Suécia         | Cardento            | 8         | 2         | 9          | 19    | 3/NOC  |
| 29   | Daniel Meech                   | NZL Nova Zelândia  | Diagonal            | 0         | 1         | 19         | 20    | Q      |
| 29   | Ludo Philippaerts              | BEL Bélgica        | Parco               | 16        | 0         | 4          | 20    | Q      |
| 29   | Dirk Demeersman                | BEL Bélgica        | Clinton             | 8         | 0         | 12         | 20    | Q      |
| 29   | Stanny van Paesschen           | BEL Bélgica        | O de Pomme          | 8         | 0         | 12         | 20    | 3/NOC  |
| 33   | Robert Smith                   | GBR Grã-Bretanha   | Mr Springfield      | 8         | 1         | 12         | 21    | Q      |
| 33   | Hwang Soon-Won                 | KOR Coreia do Sul  | C.Chap              | 4         | 2         | 15         | 21    | Q      |
| 33   | Markus Fuchs                   | SUI Suíça          | Tinka's Boy         | 12        | 1         | 8          | 21    | Q      |
| 36   | Cian O'Connor                  | IRL Irlanda        | Waterford Crystal   | 8         | 1         | 13         | 22    | Q, DPG |
| 37   | Martín Dopazo                  | ARG Argentina      | Furka du Village    | 8         | 0         | 16         | 24    | Q      |
| 37   | Yuka Watanabe                  | JPN Japão          | Nike                | 16        | 2         | 6          | 24    | Q      |
| 37   | Peter Wylde                    | USA Estados Unidos | Fein Cera           | 12        | 0         | 12         | 24    | 3/NOC  |
| 40   | Rossen Raitchev                | BUL Bulgária       | Medoc II            | 8         | 0         | 17         | 25    | Q      |
| 41   | Steve Guerdat                  | SUI Suíça          | Olympic             | 0         | 2         | 26         | 28    | 3/NOC  |
| 41   | Álvaro Alfonso de Miranda Neto | BRA Brasil         | Countdown 23        | 12        | 0         | 16         | 28    | Q      |
| 43   | Woo Jung-Ho                    | KOR Coreia do Sul  | Seven Up            | 16        | 0         | 14         | 30    | 3/NOC  |
| 44   | Ian Millar                     | CAN Canadá         | Promise Me          | 8         | 2         | 21         | 31    | Q      |
| 44   | Sohn Bong-Gak                  | KOR Coreia do Sul  | Cim Christo         | 4         | 1         | 26         | 31    | Q      |
| 46   | Vladimir Tuganov               | RUS Rússia         | Leroy Brown         | 8         | 1         | 23         | 32    | Q      |
| 46   | Vincenzo Chimirri              | ITA Itália         | Delfi Platiere      | 12        | 0         | 20         | 32    | Q      |
| 48   | Grant Cashmore                 | NZL Nova Zelândia  | Franklins Flyte     | 20        | 1         | 12         | 33    | Q      |
| 49   | Luciana Diniz                  | BRA Brasil         | Mariachi            | 16        | 0         | 18         | 34    | Q      |
| 50   | Kamal Bahamdan                 | KSA Arábia Saudita | Casita              | 12        | 0         | 24         | 36    | Q      |
| 51   | Taizo Sugitani                 | JPN Japão          | Lamalushi           | 8         | 1         | 28         | 37    | Q      |
| 51   | Grzegorz Kubiak                | POL Polônia        | Djane des Fontenis  | 16        | 1         | 20         | 37    | Q      |
| 51   | Joo Jung-Hyun                  | KOR Coreia do Sul  | Epsom Gesmeray      | 8         | 2         | 27         | 37    | Q      |
| 54   | Federico Fernandez             | MEX México         | Behomio 8           | 16        | 1         | 21         | 38    |        |
| 55   | Ibrahim Bisharat               | JOR Jordânia       | Qwinto              | 20        | 0         | 22         | 42    |        |
| 56   | Roberto Arioldi                | ITA Itália         | Dime de la Cour     | 20        | 1         | 27         | 48    |        |
| 57   | Ramzy Al-Duhami                | KSA Arábia Saudita | Fall Khaeer         | 28        | 0         | 26         | 54    |        |
| 58   | Marcela Lobo                   | MEX México         | Joskin              | 16        | 1         | 41         | 58    |        |
| 58   | Guy Thomas                     | NZL Nova Zelândia  | Madison             | 28        | 1         | 29         | 58    |        |
| 60   | Hannah Mytilinaiou             | GRE Grécia         | Santana             | 20        | 6         | 39         | 65    |        |
| 61   | Bernardo Alves                 | BRA Brasil         | Canturo             | Eliminado | Eliminado | 9          | —     |        |
| 62   | Eric Navet                     | FRA França         | Dollar du Murier    | DNF       | DNF       | 21         | DNF   |        |
| 62   | Tadayoshi Hayashi              | JPN Japão          | Swanky              | DNF       | DNF       | 25         | DNF   |        |
| 62   | Andre Sakakini                 | EGY Egito          | Casper              | DNF       | DNF       | 26         | DNF   |        |
| 62   | Danae Tsatsou                  | GRE Grécia         | Roble Z             | DNF       | DNF       | 44         | DNF   |        |
| 62   | Gustavo Hernández Leyva        | MEX México         | Minotauro           | DNF       | DNF       | 52         | DNF   |        |
| 62   | Bruce Goodin                   | NZL Nova Zelândia  | Braveheart          | DNF       | DNF       | 56         | DNF   |        |
| 62   | Mark Watring                   | PUR Porto Rico     | Sapphire            | DNF       | DNF       | 64         | DNF   |        |
| 62   | Gregorio Werthein              | ARG Argentina      | Calwaro El          | DNF       | DNF       | 72         | DNF   |        |
| 62   | Emmanouela Athanassiades       | GRE Grécia         | Rimini Z            | DNF       | DNF       | 75         | DNF   |        |
| 62   | Tim Amitrano                   | AUS Austrália      | Mr Innocent         | DNF       | DNF       | 86         | DNF   |        |
| 72   | Gerardo Tazzer                 | MEX México         | Chanel              | DNS       | DNS       | 76         | DNF   |        |
| 72   | Lucas Werthein                 | ARG Argentina      | Warren              | DNS       | DNS       | 77         | DNF   |        |
| 72   | Ryuichi Obata                  | JPN Japão          | Oliver Q            | DNS       | DNS       | 77         | DNF   |        |
| 75   | Bruno Broucqsault              | FRA França         | Dileme de Cephe     | DNS       | DNS       | DNF        | DNF   |        |
| 75   | Federico Enrique Sztyrle       | ARG Argentina      | Who Knows Lilly     | DNS       | DNS       | DNF        | DNF   |        |
| 75   | Marion Hughes                  | IRL Irlanda        | Fortunus            | DNS       | DNS       | DNF        | DNF   |        |

### Fase final
Rodada A
| Pos. | Ginete                         | Nação              | Cavalo              | Pen.  | Pen.  | Pen.  | Notas  |
| Pos. | Ginete                         | Nação              | Cavalo              | Salto | Tempo | Total | Notas  |
| ---- | ------------------------------ | ------------------ | ------------------- | ----- | ----- | ----- | ------ |
| 1    | Jessica Kürten                 | IRL Irlanda        | Castle Forbes Maike | 0     | 0     | 0     | Q      |
| 1    | Nick Skelton                   | GBR Grã-Bretanha   | Arko III            | 0     | 0     | 0     | Q      |
| 3    | Daniel Meech                   | NZL Nova Zelândia  | Diagonal            | 0     | 1     | 1     | Q      |
| 4    | Cian O'Connor                  | IRL Irlanda        | Waterford Crystal   | 4     | 0     | 4     | Q, DPG |
| 5    | Ludo Philippaerts              | BEL Bélgica        | Parco               | 4     | 0     | 4     | Q      |
| 5    | Wim Schröder                   | NED Países Baixos  | Montreal            | 4     | 0     | 4     | Q      |
| 5    | Thomas Velin                   | DEN Dinamarca      | Carnute             | 4     | 0     | 4     | Q      |
| 5    | Chris Kappler                  | USA Estados Unidos | Royal Kaliber       | 4     | 0     | 4     | Q      |
| 5    | Marco Kutscher                 | GER Alemanha       | Montender           | 4     | 0     | 4     | Q      |
| 10   | Sohn Bong-Gak                  | KOR Coreia do Sul  | Cim Christo         | 4     | 1     | 5     | Q      |
| 11   | Bruno Chimirri                 | ITA Itália         | Landknecht          | 4     | 2     | 6     | Q      |
| 12   | Joo Jung-Hyun                  | KOR Coreia do Sul  | Epsom Gesmeray      | 8     | 0     | 8     | Q      |
| 12   | Taizo Sugitani                 | JPN Japão          | Lamalushi           | 8     | 0     | 8     | Q      |
| 12   | Vincenzo Chimirri              | ITA Itália         | Delfi Platiere      | 8     | 0     | 8     | Q      |
| 12   | Ian Millar                     | CAN Canadá         | Promise Me          | 8     | 0     | 8     | Q      |
| 12   | Álvaro Alfonso de Miranda Neto | BRA Brasil         | Countdown 23        | 8     | 0     | 8     | Q      |
| 12   | Martín Dopazo                  | ARG Argentina      | Furka du Village    | 8     | 0     | 8     | Q      |
| 12   | Hwang Soon-Won                 | KOR Coreia do Sul  | C.Chap              | 8     | 0     | 8     | Q      |
| 12   | Robert Smith                   | GBR Grã-Bretanha   | Mr Springfield      | 8     | 0     | 8     | Q      |
| 12   | Dirk Demeersman                | BEL Bélgica        | Clinton             | 8     | 0     | 8     | Q      |
| 12   | McLain Ward                    | USA Estados Unidos | Sapphire            | 8     | 0     | 8     | Q      |
| 12   | Christina Liebherr             | SUI Suíça          | No Mercy            | 8     | 0     | 8     | Q      |
| 12   | Rodrigo Pessoa                 | BRA Brasil         | Baloubet du Rouet   | 8     | 0     | 8     | Q      |
| 12   | Peder Fredericson              | SWE Suécia         | Magic Bengtsson     | 8     | 0     | 8     | Q      |
| 12   | Otto Becker                    | GER Alemanha       | Dobels Cento        | 8     | 0     | 8     | Q      |
| 12   | Juan Carlos García             | ITA Itália         | Albin III           | 8     | 0     | 8     | Q      |
| 12   | Kevin Babington                | IRL Irlanda        | Carling King        | 8     | 0     | 8     | Q      |
| 12   | Rolf-Göran Bengtsson           | SWE Suécia         | Mac Kinley          | 8     | 0     | 8     | Q      |
| 12   | Ludger Beerbaum                | GER Alemanha       | Goldfever           | 8     | 0     | 8     | Q, DPG |
| 30   | Jos Lansink                    | BEL Bélgica        | Cumano              | 12    | 0     | 12    |        |
| 30   | Leopold van Asten              | NED Países Baixos  | Fleche Rouge        | 12    | 0     | 12    |        |
| 30   | Malin Baryard-Johnsson         | SWE Suécia         | Butterfly Flip      | 12    | 0     | 12    |        |
| 30   | Gert-Jan Bruggink              | NED Países Baixos  | Joel                | 12    | 0     | 12    |        |
| 30   | Beezie Madden                  | USA Estados Unidos | Authentic           | 12    | 0     | 12    |        |
| 35   | Vladimir Tuganov               | RUS Rússia         | Leroy Brown         | 12    | 1     | 13    |        |
| 36   | Fabio Crotta                   | SUI Suíça          | Mme Pompadour M     | 16    | 0     | 16    |        |
| 36   | Antonis Petris                 | GRE Grécia         | Gredo la Daviere    | 16    | 0     | 16    |        |
| 36   | Eugenie Angot                  | FRA França         | Cigale du Taillis   | 16    | 0     | 16    |        |
| 39   | Yuka Watanabe                  | JPN Japão          | Nike                | 12    | 5     | 17    |        |
| 40   | Luciana Diniz                  | BRA Brasil         | Mariachi            | 20    | 0     | 20    |        |
| 40   | Grant Cashmore                 | NZL Nova Zelândia  | Franklins Flyte     | 20    | 0     | 20    |        |
| 40   | Florian Angot                  | FRA França         | First de Launay     | 20    | 0     | 20    |        |
| 43   | Rossen Raitchev                | BUL Bulgária       | Medoc II            | 20    | 1     | 21    |        |
| 44   | Grzegorz Kubiak                | POL Polônia        | Djane des Fontenis  | 24    | 0     | 24    |        |
| 45   | Kamal Bahamdan                 | KSA Arábia Saudita | Casita              | 24    | 1     | 25    |        |
| 46   | Markus Fuchs                   | SUI Suíça          | Tinka's Boy         | DNF   | DNF   | DNF   |        |

Rodada B
| Pos.              | Ginete                         | Nação              | Cavalo              | Pen.      | Pen.      | Pen.      | Pen.      | Notas |
| Pos.              | Ginete                         | Nação              | Cavalo              | Salto     | Tempo     | Rodada A  | Total     | Notas |
| ----------------- | ------------------------------ | ------------------ | ------------------- | --------- | --------- | --------- | --------- | ----- |
| 1                 | Cian O'Connor                  | IRL Irlanda        | Waterford Crystal   | 0         | 0         | 4         | 4         | DPG   |
| 1                 | Rodrigo Pessoa                 | BRA Brasil         | Baloubet du Rouet   | 0         | 0         | 8         | 8         | Q     |
| 1                 | Chris Kappler                  | USA Estados Unidos | Royal Kaliber       | 4         | 0         | 4         | 8         | Q     |
| Medalha de bronze | Marco Kutscher                 | GER Alemanha       | Montender           | 4         | 1         | 4         | 9         |       |
| 4                 | Robert Smith                   | GBR Grã-Bretanha   | Mr Springfield      | 4         | 0         | 8         | 12        |       |
| 4                 | Dirk Demeersman                | BEL Bélgica        | Clinton             | 4         | 0         | 8         | 12        |       |
| 4                 | Peder Fredericson              | SWE Suécia         | Magic Bengtsson     | 4         | 0         | 8         | 12        |       |
| 4                 | Kevin Babington                | IRL Irlanda        | Carling King        | 4         | 0         | 8         | 12        |       |
| 4                 | Rolf-Göran Bengtsson           | SWE Suécia         | Mac Kinley          | 4         | 0         | 8         | 12        |       |
| 4                 | Ludo Philippaerts              | BEL Bélgica        | Parco               | 8         | 0         | 4         | 12        |       |
| 10                | Thomas Velin                   | DEN Dinamarca      | Carnute             | 8         | 1         | 4         | 13        |       |
| 10                | Nick Skelton                   | GBR Grã-Bretanha   | Arko III            | 12        | 1         | 0         | 13        |       |
| 12                | Daniel Meech                   | NZL Nova Zelândia  | Diagonal            | 12        | 1         | 1         | 14        |       |
| 13                | Christina Liebherr             | SUI Suíça          | No Mercy            | 8         | 1         | 8         | 17        |       |
| 14                | Sohn Bong-Gak                  | KOR Coreia do Sul  | Cim Christo         | 12        | 1         | 5         | 18        |       |
| 15                | Taizo Sugitani                 | JPN Japão          | Lamalushi           | 12        | 0         | 8         | 20        |       |
| 15                | Juan Carlos García             | ITA Itália         | Albin III           | 8         | 4         | 8         | 20        |       |
| 15                | Ludger Beerbaum                | GER Alemanha       | Goldfever           | 12        | 0         | 8         | 20        | DPG   |
| 17                | Otto Becker                    | GER Alemanha       | Dobels Cento        | 12        | 1         | 8         | 21        |       |
| 17                | Jessica Kürten                 | IRL Irlanda        | Castle Forbes Maike | 20        | 1         | 0         | 21        |       |
| 19                | Bruno Chimirri                 | ITA Itália         | Landknecht          | 16        | 1         | 6         | 23        |       |
| 20                | Hwang Soon-Won                 | KOR Coreia do Sul  | C.Chap              | 16        | 0         | 8         | 24        |       |
| 21                | Martín Dopazo                  | ARG Argentina      | Furka du Village    | 16        | 1         | 8         | 25        |       |
| 22                | Ian Millar                     | CAN Canadá         | Promise Me          | 20        | 2         | 8         | 30        |       |
| 23                | Joo Jung-Hyun                  | KOR Coreia do Sul  | Epsom Gesmeray      | Eliminado | Eliminado | Eliminado | Eliminado |       |
| 23                | Vincenzo Chimirri              | ITA Itália         | Delfi Platiere      | Eliminado | Eliminado | Eliminado | Eliminado |       |
| 23                | Álvaro Alfonso de Miranda Neto | BRA Brasil         | Countdown 23        | Eliminado | Eliminado | Eliminado | Eliminado |       |
| 23                | Wim Schröder                   | NED Países Baixos  | Montreal            | Eliminado | Eliminado | Eliminado | Eliminado |       |
| 27                | McLain Ward                    | USA Estados Unidos | Sapphire            | Retirado  | Retirado  | Retirado  | Retirado  |       |

Desempate pelo ouro
| Pos.             | Ginete         | Nação              | Cavalo            | Pen. | Tempo (s) |
| ---------------- | -------------- | ------------------ | ----------------- | ---- | --------- |
| Medalha de ouro  | Rodrigo Pessoa | BRA Brasil         | Baloubet du Rouet | 4    | 49.42     |
| Medalha de prata | Chris Kappler  | USA Estados Unidos | Royal Kaliber     | DNF  | DNF       |